# Sidi Barrani flygplats
Sidi Barrani är en flygplats i Egypten.   Den ligger i guvernementet Mersa Matruh utanför staden Sīdī Barrānī, i den nordvästra delen av landet, 500 km väster om huvudstaden Kairo. Sidi Barrani ligger 29 meter över havet.
Terrängen runt Sidi Barrani är platt. Havet är nära Sidi Barrani norrut. Runt Sidi Barrani är det mycket glesbefolkat, med 4 invånare per kvadratkilometer. Närmaste större samhälle är Sīdī Barrānī, 1,4 km norr om Sidi Barrani. Trakten runt Sidi Barrani är ofruktbar med lite eller ingen växtlighet.